# Équipe de Suède de football à la Coupe du monde 1938
La Suède participe à sa deuxième coupe du monde de football en 1938.

## Le parcours qualificatif

### Groupe 1
Le groupe 1 est le groupe comptant le plus d'équipes, avec quatre formations inscrites : l'Allemagne, la Suède, l'Estonie et la Finlande. Chaque équipe rencontre les 3 autres équipes une fois. Ce sont les deux favoris du groupe, l'Allemagne et la Suède qui obtiennent leur qualification pour la phase finale disputée en France.
| Rang | Équipe    | Pts | J | G | N | P | Bp | Bc | Diff |  | Résultats (▼ dom., ► ext.) |     |     |     |     |
| ---- | --------- | --- | - | - | - | - | -- | -- | ---- |  | -------------------------- | --- | --- | --- | --- |
| 1    | Allemagne | 6   | 3 | 3 | 0 | 0 | 11 | 1  | +10  |  | Allemagne                  |     | 5-0 | 4-1 |     |
| 2    | Suède     | 4   | 3 | 2 | 0 | 1 | 11 | 7  | +4   |  | Suède                      |     |     | 7-2 | 4-0 |
| 3    | Estonie   | 2   | 3 | 1 | 0 | 2 | 4  | 11 | -7   |  | Estonie                    |     |     |     |     |
| 4    | Finlande  | 0   | 3 | 0 | 0 | 3 | 0  | 7  | -7   |  | Finlande                   | 0-2 |     | 0-1 |     |

## La phase finale

### Huitième de finale
L'Autriche déclare forfait, la Suède se qualifie pour les quarts de finale sans jouer.
| 5 juin 1938               | Suède | Q. - forfait | Autriche | Stade Gerland (Lyon) |
| Historique des rencontres |       |              |          |                      |

### Quart de finale
| 12 juin 1938                        | Suède | 8 - 0   | Cuba                                                                                                 | Stade du Fort Carré (Antibes)                  |                                                |
| 17 h 00 · Historique des rencontres | H. Andersson 9e, 81e, 89e · Wetterström 22e, 37e, 44e · Keller 80e · Nyberg 84e                                         | (4 - 0) | | Spectateurs : 7 000 Arbitrage : Augustin Krist | Spectateurs : 7 000 Arbitrage : Augustin Krist |
| 17 h 00 · Historique des rencontres | Rapport |         | | Spectateurs : 7 000 Arbitrage : Augustin Krist | Spectateurs : 7 000 Arbitrage : Augustin Krist |
| 17 h 00 · Historique des rencontres | Abrahamsson - Eriksson, Källgren - Almgren, Jacobsson, Svanström - Wetterström, Keller , H. Andersson, Jonasson, Nyberg | Équipes | Carvajales - Barquín, Chorens - Arias, Rodríguez, Berges - Ferrer, Fernández, Socorro, Tuñas, Alonzo | Spectateurs : 7 000 Arbitrage : Augustin Krist | Spectateurs : 7 000 Arbitrage : Augustin Krist |
|                                     | |         | |                                                |                                                |

### Demi finale
| 16 juin 1938                        | Hongrie                                                                                      | 5 - 1   | Suède | Parc des Princes (Paris)                         |                                                  |
| 18 h 00 · Historique des rencontres | Jacobsson 19e (csc) · Titkos 37e · Zsengellér 39e 85e · Sárosi 65e                           | (3 - 1) | Nyberg 1re | Spectateurs : 20 000 Arbitrage : Lucien Leclercq | Spectateurs : 20 000 Arbitrage : Lucien Leclercq |
| 18 h 00 · Historique des rencontres | Rapport                                                                                      |         | | Spectateurs : 20 000 Arbitrage : Lucien Leclercq | Spectateurs : 20 000 Arbitrage : Lucien Leclercq |
| 18 h 00 · Historique des rencontres | Szabó - Korányi, S. Bíró - Lázár, Turay, Szalay - Sas, Zsengellér, G. Sárosi , Toldi, Titkos | Équipes | Abrahamsson - Eriksson, Källgren - Almgren, Jacobsson, Svanström - Wetterström, Keller , H. Andersson, Jonasson, Nyberg | Spectateurs : 20 000 Arbitrage : Lucien Leclercq | Spectateurs : 20 000 Arbitrage : Lucien Leclercq |

### Match pour la troisième place
| 19 juin 1938                        | Suède | 2 - 4   | Brésil | Parc Lescure (Bordeaux)                        |                                                |
| 17 h 00 · Historique des rencontres | Jonasson 28e · Nyberg 38e                                                                                                | (2 - 1) | Romeu 44e · Leônidas 63e, 74e · Perácio 80e                                                                            | Spectateurs : 12 000 Arbitrage : John Langenus | Spectateurs : 12 000 Arbitrage : John Langenus |
| 17 h 00 · Historique des rencontres | Rapport |         | | Spectateurs : 12 000 Arbitrage : John Langenus | Spectateurs : 12 000 Arbitrage : John Langenus |
| 17 h 00 · Historique des rencontres | Abrahamsson - Eriksson, Nilsson - Almgren, Linderholm, Svanström - Persson, A. Andersson, H. Andersson, Jonasson, Nyberg | Équipes | Batatais - Domingos da Guia, Machado - Zezé Procópio, Brandão, Afonsinho - Roberto, Romeu, Leônidas , Perácio, Patesko | Spectateurs : 12 000 Arbitrage : John Langenus | Spectateurs : 12 000 Arbitrage : John Langenus |